# 주후희
주후희(朱厚熙, 1500년 음력 6월 12일 ~ 1500년 음력 6월 16일)는 명나라의 황족이다. 성화제의 손자로, 생후 5일 만에 사망하여 생전에 친왕 등의 작위를 봉작받지 못했다.

## 생애
성화제의 아들인 주우원(朱祐杬, 예종)과 그 부인 자효헌황후의 장남으로 태어났으나, 태어난 지 5일 만에 사망하였다. 훗날 친동생인 가정제가 즉위하면서 가정 4년(1524년) 친왕으로 추증되고, 악회왕(岳懷王)의 시호를 받았다.

## 가족 관계
- 할아버지 : 헌종 순황제 (성화제) (憲宗 純皇帝, 1447년~1487년, 재위:1464년~1487년)
  - 아버지 : 예종 헌황제 (睿宗 獻皇帝, 1476년~1519년)
  - 어머니 : 자효헌황후 장씨 (慈孝獻皇后 蔣氏)
    - 동생 : 세종 숙황제 (가정제) (世宗 肅皇帝, 1507년~1567년, 재위:1521년~1567년)